# Martin Gilliat
Sir Martin John Gilliat (8 febbraio 1913 – 27 maggio 1993) è stato un ufficiale inglese.
È stato un prigioniero di guerra tedesco durante la Seconda guerra mondiale, e fu imprigionato nel castello di Colditz.

## Biografia
Gilliat è nato nel Hertfordshire. Era il figlio del proprietario terriero locale John Gilliat, e di sua moglie Muriel Grinnell-Milne. I suoi genitori provenivano entrambi da famiglie di banchieri: il nonno paterno era John Saunders Gilliat, Governatore della Banca d'Inghilterra (1883-1885). Ha frequentato l'Eton College ed entrò nel King's Royal Rifle Corps nel 1933 dopo la laurea presso il Royal Military College di Sandhurst. Gilliat venne nominato vice tenente di Hertfordshire nel 1971.

## Carriera
Gilliat servì nel Rifle Corps in Irlanda del Nord e in Palestina, prima dello scoppio della Seconda guerra mondiale, e fu catturato durante la battaglia di Dunkerque come parte della British Expeditionary Force. Fece diversi tentativi di fuga, ma è stato trasferito al campo di prigionieri di guerra Oflag IV-C (castello di Colditz) nel 1940, dove rimase fino alla fine della guerra. Dopo la guerra Gilliat servito come vice segretario militare di Louis Mountbatten, durante il suo breve periodo come l'ultimo viceré dell'India (1947-1948), e come controllore di Malcolm Macdonald. Nel settembre del 1947, mentre era al servizio di Mountbatten, Gilliat e l'autore Alan Campbell-Johnson, stavano guidando attraverso il quartiere di Paharganj a Delhi, rimasero vittime di una sparatoria. Il conducente della loro auto venne ucciso e Gilliat subì una perdita consistente di sangue e una ferita superficiale alla testa.
Nel 1953 servì come segretario militare del Governatore Generale dell'Australia, il visconte Slim.

### Segretario privato
Dopo aver brevemente servizio come Assistente Segretario Privato, Gilliat è stato scelto per sostituire Oliver Dawnay come segretario privato della regina madre nel 1956, carica che avrebbe tenuto fino alla sua morte. Gilliat successe come Assistente Segretario Privato dal maggiore Francis Legh.

## Morte
Gilliat morì il 27 maggio 1993. Era stato riluttante a lasciare il suo servizio e rimase al suo posto fino a tre giorni prima della sua morte. Il suo funerale si è svolto nella Cappella Reale, a St. James's Palace, a cui partecipò anche la regina madre. Gli successe come segretario privato, Alastair Aird. La famiglia reale britannica in seguito costruito un tumulo nel parco del castello di Mey, residenza scozzese della regina Madre, per Gilliat e per la sua amica e dama, Ruth Roche, baronessa Fermoy, morta nel luglio 1993.